# Wielka Góra (Garb Tenczyński)

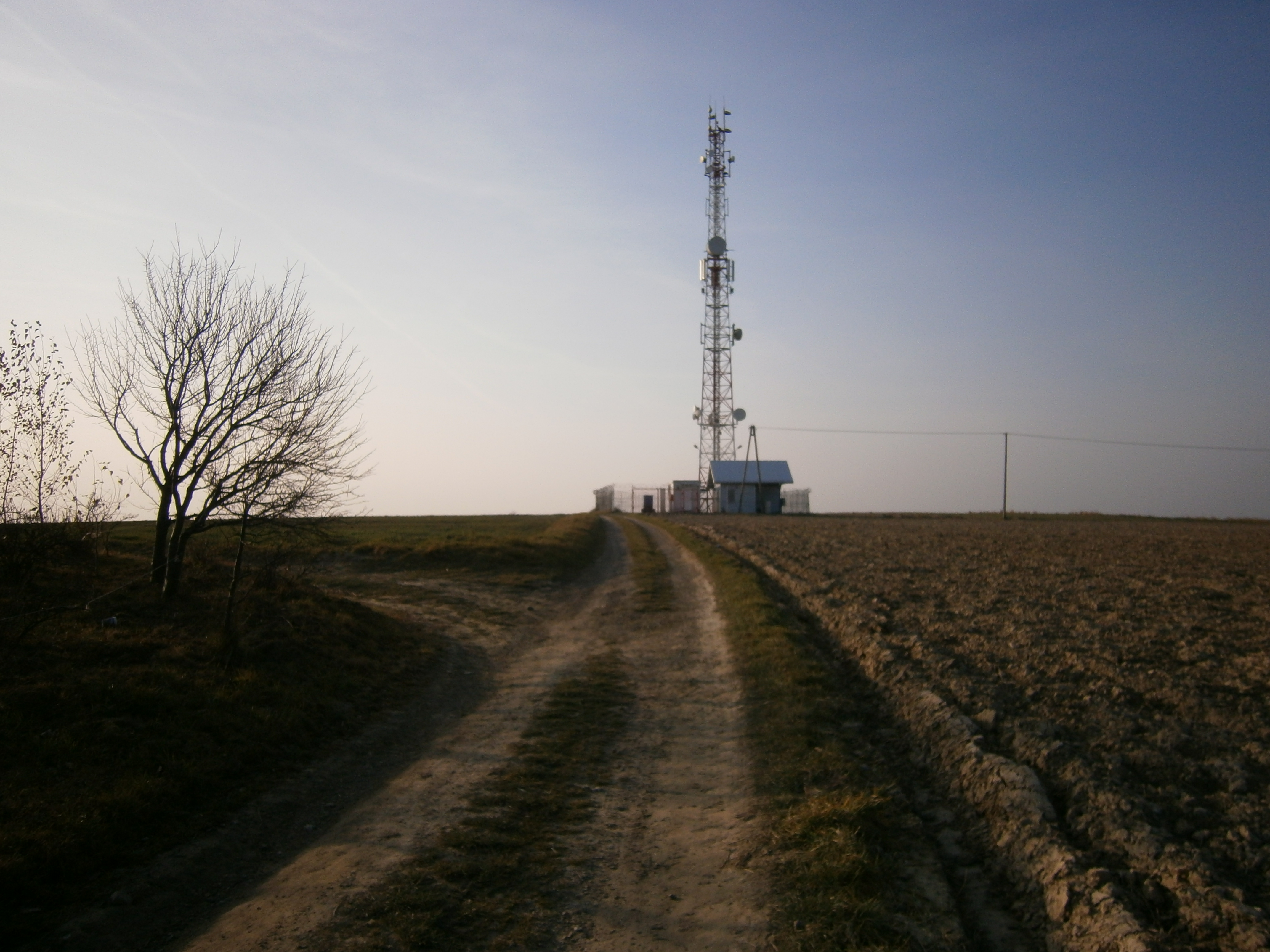
Wielka Góra z wieżą nadajnikową Orange

Wielka Góra – wzgórze o wysokości 385,9 m n.p.m. Znajduje się na Garbie Tenczyńskim, w miejscowości Sanka (przysiółek Głuchówki) w województwie małopolskim. Na szczycie wznosi się nadajnik sieci Orange. Obecnie szczytem biegnie granica pomiędzy gminą Krzeszowice i gminą Czernichów.
W 1579 nosiła nazwę Golisówka, i była granicą pomiędzy Rybną a Sosnką (obecną Sanką).

## Szlaki rowerowe
– z Krzeszowic przez Miękinię, Dolinę Kamienic, Wolę Filipowską, Puszczę Dulowską, Las Orley, rezerwat przyrody Dolina Potoku Rudno, Sankę, Dolinę Sanki i Niedźwiedzią Górę do Krzeszowic.